# Lac Okataina
Le lac Okataina est un lac situé à Rotorua, sur l'Île du Nord de la Nouvelle-Zélande.
Il occupe une partie de la caldeira Okataina (en) et donc du centre volcanique d'Okataina, actif depuis au moins 625 000 ans,.